# Arse (rivière)
Pour les articles homonymes, voir Arse et Ars.
L'Arse ou Ars est une petite rivière pyrénéenne du sud de la France qui coule dans le département de l'Ariège en région Occitanie. C'est un affluent gauche du Garbet, donc un sous-affluent du fleuve la Garonne par le Salat. 

## Géographie

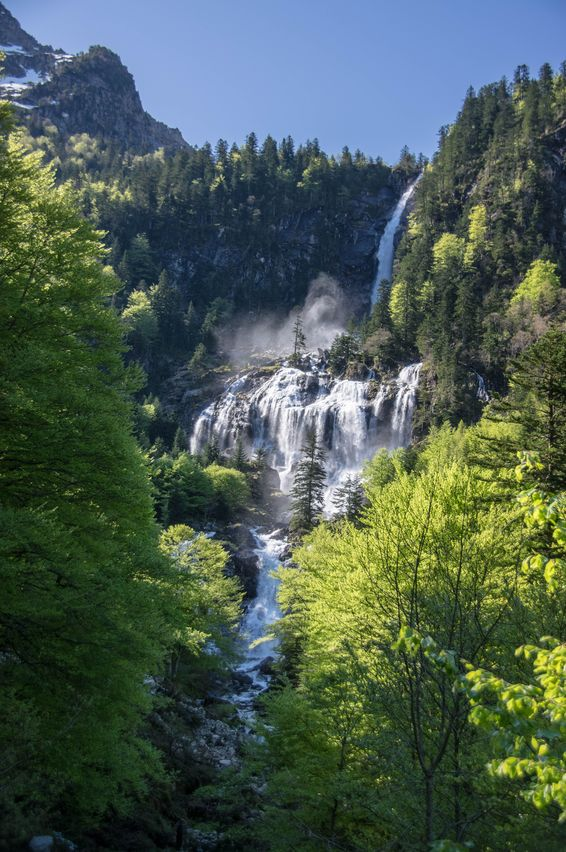
La cascade d'Ars en mai.

L'Arse prend sa source dans les Pyrénées ariégeoises, sur le flanc nord du pic de Turguilla (2 521 mètres), non loin du Pic entre les Ports  (2 554 mètres) et du Port des Trois Comtes (2 671 mètres), c'est-à-dire à la frontière franco-espagnole, sur la commune d'Aulus-les-Bains et à 2 092 mètres d'altitude. Dès sa naissance, son cours est orienté du sud vers le nord. 
Après un parcours de 8 kilomètres, l'Ars se jette dans le Garbet en rive gauche à un kilomètre en amont du village thermal d'Aulus-les-Bains, situé à 20 kilomètres en amont d'Oust, à 814 mètres d'altitude.
La cascade d'Ars est située sur son cours à 1 380 m d'altitude. 

### Commune et canton traversés
L'Arse coule entièrement dans une seule commune de l'Ariège, Aulus-les-Bains, dans le canton du Couserans Est, dans l'arrondissement de Saint-Girons, et dans l'intercommunalité Communauté de communes Couserans-Pyrénées.

### Bassin versant

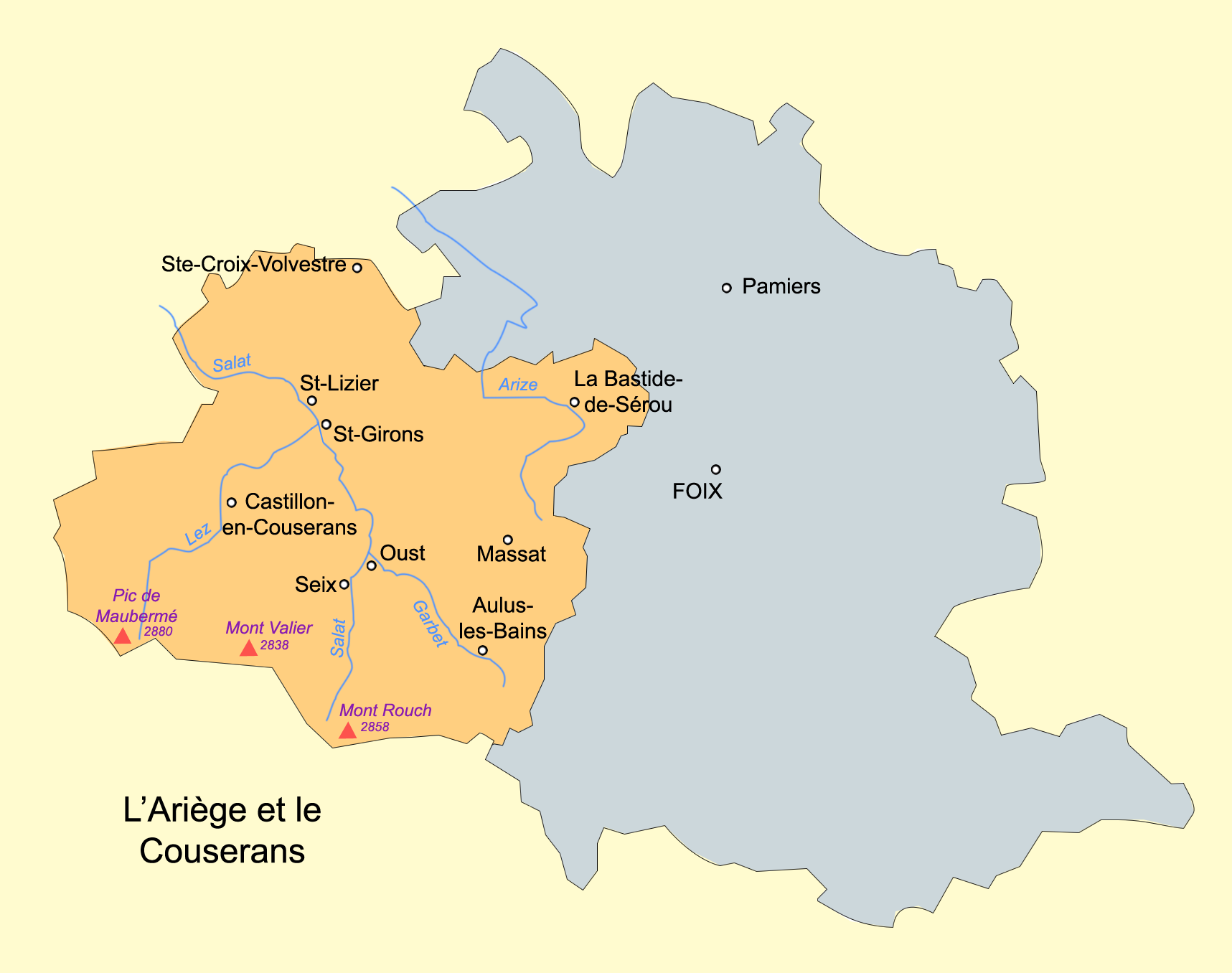
Situation du Couserans à l'ouest du département de l'Ariège.

La rivière d'Ars est dans la seule zone hydrographique « le Garbet »,. Ce bassin correspond au sud-est du Couserans. Le bassin versant spécifique de la rivière d'Ars est de 16 km2. Les cours d'eau voisins sont le Garbet au nord-ouest, nord, nord-est et est, le Vicdessos au sud-est, le Riu de Lladorre (Espagne) au sud, le Riu de Romedo (Espagne) au sud-ouest, et l'Alet et le ruisseau du Fouillet à l'ouest.

### Organisme gestionnaire
L'organisme gestionnaire est le SYCOSERP ou Syndicat Couserans Service public.

## Affluents
La rivière d'Ars a trois tronçons affluents référencés, tous de moins de quatre kilomètres de long, dont un seul nommé et sur la seule commune d'Aulus-les-Bains. Le ruisseau de Fontarech (rg) fait un kilomètre de longueur.

### Rang de Strahler
Le rang de Strahler de la rivière d'Ars est donc de deux par le ruisseau de Fontarech.

## Hydrologie
L'Arse est une rivière de haute montagne, donc irrégulière mais abondante, à l'instar de ses voisines de la région des Pyrénées, comme l'Alet, le Garbet ou l'Ossèse. Son régime hydrologique est dit nival.

### L'Ars à Aulus-les-Bains
Son débit a été observé durant une période de 60 ans (1912-1971), à Aulus-les-Bains, au niveau de son confluent avec le Garbet. La surface ainsi étudiée est de 16 km2, à 825 m d'altitude.
Le module de la rivière est de 1,03 m3/s.
L'Arse présente des fluctuations saisonnières de débit bien marquées, comme c'est la norme dans les régions de haute montagne. Les hautes eaux se déroulent en fin de printemps et au début de l'été et résultent avant tout de la fonte des neiges. Elles se caractérisent par des débits mensuels moyens allant de 1,20 à 2,70 m3/s, d'avril à juillet, avec un maximum très net en mai puis en juin. À partir de la seconde partie du mois de juin, le débit baisse rapidement jusqu'aux basses eaux d'été-automne-hiver qui ont lieu d'août à février (minimum de 0,390 m3/s en février). En automne, on constate un très léger rebond du débit moyen (0,773 m3/s en novembre) lié aux précipitations automnales ne tombant pas encore totalement sous forme de neige. Bien sûr, ces moyennes mensuelles ne sont que des moyennes et cachent des fluctuations bien plus prononcées sur de courtes périodes ou selon les années.

### Étiage ou basses eaux
Aux étiages, le VCN3 peut chuter jusque 0,130 m3/s (130 litres/s), en cas de période quinquennale sèche, ce qui est loin d'être sévère et reste tout à fait acceptable.

### Crues
Les crues ne sont pas très importantes, compte tenu de la petitesse du bassin versant. La série des QIX n'a pas été calculée, mais la série des QJX a été. Les QJX 2 et QJX 5 valent respectivement 7,1 et 8,7 m3/s. Le QJX 10 est de 9,8 m3/s, le QJX 20 de 11 m3/s, tandis que le QJX 50 se monte à 12 m3/s.
Le débit journalier maximal enregistré à la station hydrométrique d'Aulus-les-Bains a été de 12,2 m3/s le 8 octobre 1955. Si l'on compare cette valeur à l'échelle des QJ de la rivière, l'on constate que le niveau de cette crue était d'ordre cinquantennal, donc assez exceptionnel.
On peut signaler un orage et lave torrentielle le 2 juin 2017, qui a nécessité de bons travaux de dégagement d'embacle pour 7 400 euros.

### Lame d'eau et débit spécifique
L'Arse est une petite rivière extrêmement abondante. La lame d'eau écoulée dans son bassin versant est de 2 037 millimètres annuellement, ce qui est plus de six fois supérieur à la moyenne d'ensemble de la France (320 millimètres/an), et dépasse les moyennes des bassins du Garbet (1 930 millimètres/an à Oust) et du Salat (1 428 millimètres/an à Seix). Le débit spécifique (ou Qsp) atteint 64,6 litres par seconde et par kilomètre carré de bassin, un record pour la moitié orientale des Pyrénées.

## Aménagements et écologie

### Tourisme
La cascade d'Ars, fractionnée en trois chutes successives est une destination de randonnée majeure dans le Couserans

## Étymologie
Ars (ou Arse) dérive de Hars (ou Hartz ou Hers), qui signifiait montagne.